# Volunteers of America
Volunteers of America (Amerikanska volontärer) är en kristen amerikansk rörelse för evangelisation och socialt hjälparbete.
Organisationen bildades 1896 i New York City, USA av Ballington och Maud Booth efter att de båda lämnat Frälsningsarmén i protest mot dess hierarkiska uppbyggnad. Ballington Booth var son till Frälsningsarméns grundare och general William Booth och hade förgäves uppmanat denne att demokratisera arméns administration i USA.
Volontärerna leddes från 1940 till 1948 av Maud Booth och därefter av hennes son Charles Brandon Booth.
Idag är Volunteers of America USA:s största icke-kommersiella fastighetsägare som erbjuder lägenheter till rimliga priser åt äldre, mindre bemedlade familjer, hemlösa och personer med fysiska och psykiska funktionsnedsättningar. 2004 sysselsatte organisationen över 14 000 anställda och 70 000 frivilligarbetare.